# Gaston Leroux

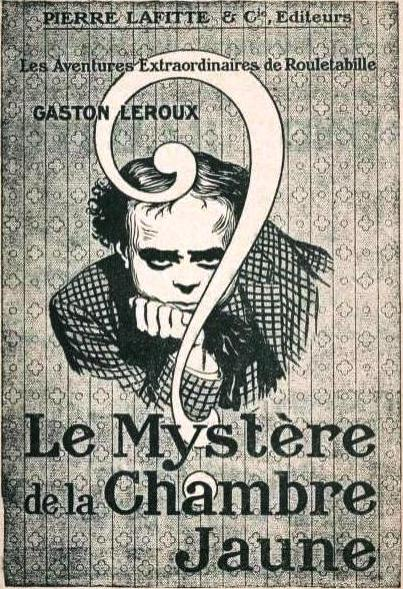
Le Mystère de la chambre jaune

Gaston Louis Alfred Leroux (Parijs, 6 mei 1868 – Nice, 15 april 1927) was een Franse journalist en schrijver die bekendheid verwierf door zijn boek Le fantôme de l'opéra (1910) waarvan verschillende toneelstukken en films bestaan en een er van afgeleide novelle van de hand van Susan Kay genaamd Phantom.

## Levensloop
Leroux werd naar een kostschool in Normandië gestuurd, en studeerde vervolgens rechten in Parijs waar hij afstudeerde in 1889. Hij joeg zijn erfenis van miljoenen francs erdoorheen en begon in 1890 te werken voor L'Echo de Paris, als theatercriticus en rechtsverslaggever. Zijn belangrijkste journalistieke werk was echter als internationaal correspondent voor Le Matin. In 1905 maakte hij in Rusland de Revolutie van 1905 mee, en deed daar verslag van. In 1907 verliet hij de journalistiek om zich toe te leggen op het schrijven van fictie. In 1919 startte hij een eigen filmproductiebedrijf, Cinéromans geheten.
Zijn eerste novelle was Le Mystère de la chambre jaune (1908) met in de hoofdrol de amateur-detective Joseph Rouletabille. Dit werk is belangrijk in de geschiedenis van de detective als genre omdat het een van de eerste locked-room puzzles vormt. In een tweede reeks speelt het hoofdpersonage Cheri-Bibi.
Leroux' bijdrage tot de Franse detective wordt vergeleken met die van Edgar Allan Poe in Verenigde Staten van Amerika en Arthur Conan Doyle in het Verenigd Koninkrijk.
Hij overleed op 58-jarige leeftijd, ten gevolge van acuut nierfalen.

## Bekende romans
- Le mystère de la chambre jaune (1908)
- Le parfum de la dame en noir (1908)
- Le fantôme de l'opéra (1910)
- Rouletabille chez le Tsar (1912)
- Premières aventures de Chéri-bibi (1913)
- Les étranges noces de Rouletabille  (1914)
- L'épouse du soleil (1915)
- L'homme qui revient de loin (1916)
- La Bataille invisible (1917)
- Nouvelles aventures de Chéri-Bibi (1919)
- Chéri-Bibi et Cécily (1923)
- Le Coup d'état de Chéri-Bibi (1925)
- Mister Flow (1927)